# Truly Madly Completely: The Best of Savage Garden
Truly Madly Completely: The Best of Savage Garden è una raccolta dei Savage Garden pubblicata nel 2005, quattro anni dopo lo scioglimento del gruppo.

## Il disco
Comprende alcuni classici dei Savage Garden, 5 B-sides e 2 nuove canzoni di Darren Hayes. Il disco contiene 17 tracce complessive.
Truly Madly Completely è stato inoltre pubblicato in un'edizione limitata su CD+DVD. Il DVD contiene 7 video musicali e il documentario Parallel Lives.

## Tracce
1. I Want You – 3:53
2. I Knew I Loved You – 4:11
3. To The Moon And Back – 5:42
4. Hold Me – 4:52
5. Santa Monica – 3:36
6. Crash and Burn – 4:42
7. Break Me Shake Me – 3:25
8. Truly Madly Deeply – 4:39
9. The Animal Song – 4:39
10. Affirmation – 4:58
11. So Beautiful (Darren Hayes) – 4:58
12. California (Darren Hayes) – 6:00
13. I Don't Care (B-Side) – 5:05
14. I'll Bet He was Cool (B-Side) – 4:41
15. Love Can Move You (B-Side) – 4:47
16. Fire Inside the Man (B-Side) – 4:11
17. This Side of Me (B-Side) – 4:11

## Edizione CD/DVD
Truly Madly Completely: The Best of Savage Garden è stato inoltre pubblicato in un'edizione limitata CD/DVD; con un Bonus DVD che ha 7 video musicali ed il documentario "Parallel Lives".

### Bonus DVD
1. "I Want You"
2. "To The Moon and Back"
3. "Truly Madly Deeply" (US Version)
4. "Break Me Shake Me"
5. "I Knew I Loved You"
6. "Crash and Burn"
7. "Hold Me"
8. "Parallel Lives" (Documentario)